# 拜尔斯多夫-弗罗伊登贝格
拜尔斯多夫-弗罗伊登贝格（德語：Beiersdorf-Freudenberg）是德国勃兰登堡州的市镇，隶属于梅尔基施-奥得兰县，总面积为25.08平方千米，截至2020年总人口为604人。